# Haigia diegensis
Haigia diegensis är en kräftdjursart som först beskrevs av Scanland och Hopkins 1969.  Haigia diegensis ingår i släktet Haigia och familjen eremitkräftor. Inga underarter finns listade i Catalogue of Life.